# Drinka Milović
Drinka Milović, coniugata Marjanović (in serbo Дринка Миловић-Марјановић?; Titovo Užice, 4 aprile 1958), è un'ex cestista jugoslava.

## Carriera
Con la Jugoslavia ha disputato i Campionati europei del 1978.